# Marmara SpikeLigue (2023/2024)

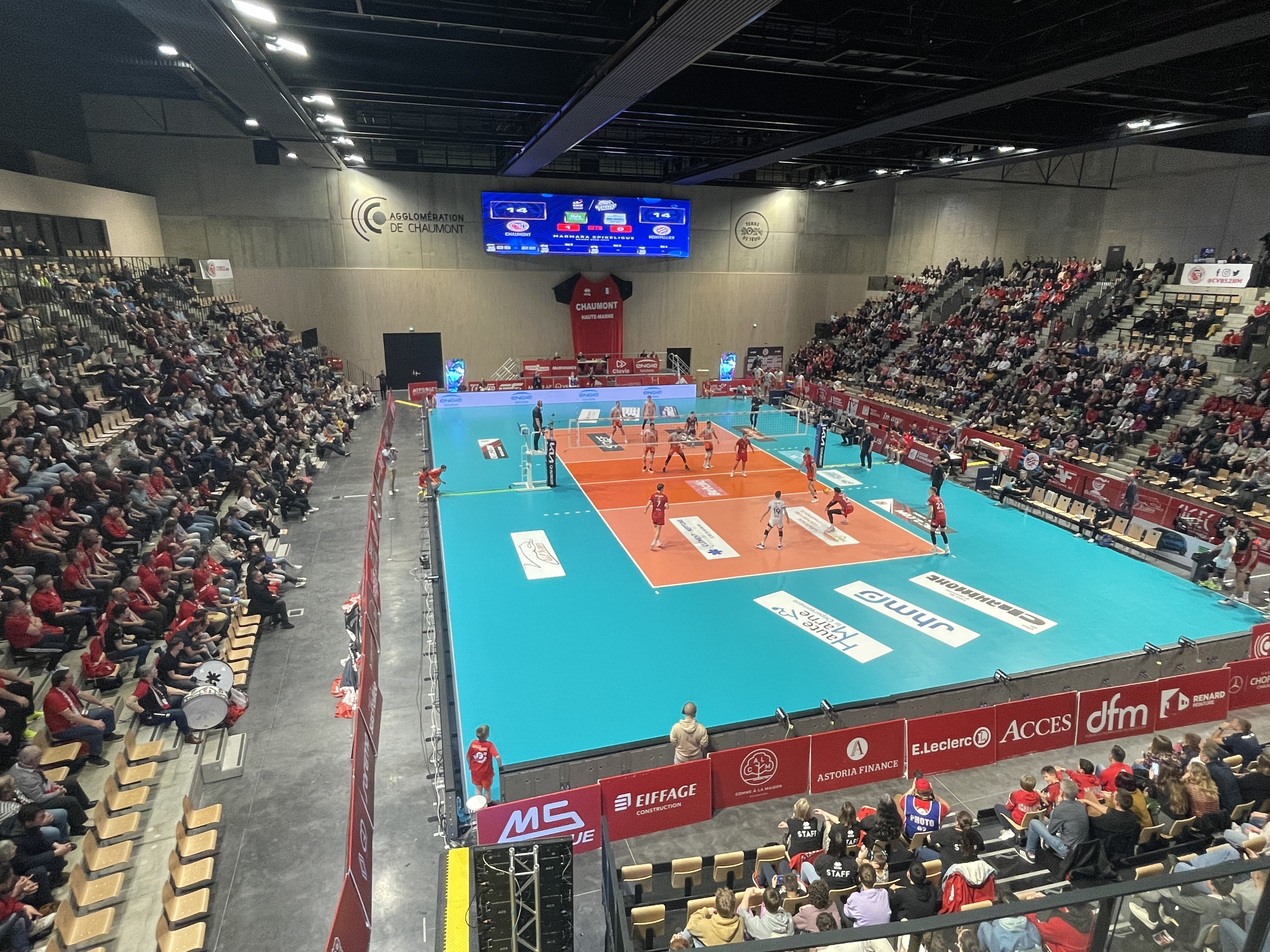
Mecz 25. kolejki pomiędzy Chaumont VB 52 Haute-Marne a Montpellier HSC VB, 15.03.2024

Marmara SpikeLigue 2023/2024 – 85. sezon mistrzostw Francji w piłce siatkowej zorganizowany przez Ligue Nationale de Volley (LNV) we współpracy z Francuskim Związkiem Piłki Siatkowej (Fédération Française de Volley-Ball, FFVB). Zainaugurowany został 20 października 2023 roku i trwał do 28 kwietnia 2024 roku.
W Marmara SpikeLigue w sezonie 2023/2024 uczestniczyło 14 drużyn. Do najwyższej klasy rozgrywkowej dołączył klub AS Illac VB.
Rozgrywki składały się z fazy zasadniczej oraz fazy play-off, która wyłoniła mistrza Francji. W fazie zasadniczej drużyny rozegrały między sobą po dwa spotkania. Osiem najlepszych zespołów awansowało do fazy play-off. Faza play-off obejmowała ćwierćfinały, półfinały i finały.
Po raz pierwszy mistrzem Francji został klub Saint-Nazaire VBA. Wicemistrzostwo jako finalista fazy play-off zdobył Tours VB. Zgodnie z regulaminem w klasyfikacji końcowej mistrzostw Francji drugie miejsce zajął Chaumont VB 52 Haute-Marne, natomiast trzecie – Nantes Rezé MV.
Sponsorem tytularnym rozgrywek został Club Marmara – marka funkcjonująca w ramach biura podróży TUI France, a dotychczasowa nazwa najwyższej klasy rozgrywkowej została zmieniona z Ligue A na Marmara SpikeLigue.

## System rozgrywek
Marmara SpikeLigue w sezonie 2023/2024 składała się z fazy zasadniczej oraz fazy play-off, która wyłoniła mistrza Francji.

### Faza zasadnicza
W fazie zasadniczej uczestniczyło 14 drużyn. Rozegrały one ze sobą po dwa spotkania systemem kołowym (każdy z każdym – mecz u siebie i rewanż na wyjeździe). Osiem najlepszych drużyn fazy zasadniczej awansowało do fazy play-off. Pozostałe drużyny zakończyły swój udział w rozgrywkach. Drużyna, która zajęła 14. miejsce, spadła do Ligue B.

### Faza play-off o mistrzostwo Francji
Faza play-off o mistrzostwo Francji składała się z ćwierćfinałów, półfinałów i finałów.
Ćwierćfinały

W ćwierćfinałach grały drużyny, które w fazie zasadniczej zajęły w tabeli miejsca od 1 do 8. Ćwierćfinałowe pary utworzone zostały według klucza: 1-8; 2-7; 3-6; 4-5. Rywalizacja toczyła się do trzech zwycięstw. Gospodarzem pierwszego, drugiego i piątego meczu był zespół, który w fazie zasadniczej zajął wyższe miejsce, natomiast trzeciego i czwartego – ten, który w fazie zasadniczej zajął niższe miejsce. Zwycięzcy w parach awansowali do półfinałów.
Półfinały

Pierwszą parę półfinałową utworzyli zwycięzcy w parach 1-8 i 4-5, drugą natomiast – zwycięzcy w parach 2-7 i 3-6. Rywalizacja toczyła się do dwóch zwycięstw ze zmianą gospodarza po każdym meczu. Gospodarzem pierwszego spotkania był zespół, który w fazie zasadniczej zajął wyższe miejsce. Zwycięzcy w parach awansowali do finałów, przegrani natomiast zakończyli udział w rozgrywkach.
Finały

O tytuł mistrzowski grali zwycięzcy w parach półfinałowych. Rywalizacja toczyła się w formie dwumeczu. Gospodarzem pierwszego spotkania był zespół, który w fazie zasadniczej zajął niższe miejsce. Jeżeli oba zespoły wygrały po jednym spotkaniu, o tym, kto zdobył mistrzostwo Francji, decydował tzw. złoty set grany do 15 punktów z dwoma punktami przewagi jednej z drużyn.

### Klasyfikacja końcowa
Zwycięzca fazy play-off zajął 1. miejsce w klasyfikacji końcowej i zdobył tytuł mistrza Francji. Pozostałe pozycje w klasyfikacji końcowej (tj. 2-14) zostały ustalone na podstawie tabeli fazy zasadniczej.

### Podział miejsc w europejskich pucharach
Miejsca w europejskich pucharach zostają przyznane zgodnie z poniższym kluczem:
- Liga Mistrzów: mistrz Francji;
- Puchar CEV: (1) zespół, który zajął 1. miejsce w fazie zasadniczej oraz (2) zdobywca Pucharu Francji;
- Puchar Challenge: (1) finalista fazy play-off oraz (2) zespół, który zajął 2. miejsce w fazie zasadniczej.

Jeśli mistrz Francji zajął również 1. miejsce w fazie zasadniczej, wówczas miejsca w europejskich pucharach zostają przyznane zgodnie z poniższym kluczem:
- Liga Mistrzów: mistrz Francji;
- Puchar CEV: (1) finalista fazy play-off oraz (2) zdobywca Pucharu Francji;
- Puchar Challenge: zespoły, które zajęły miejsca 2-3 w fazie zasadniczej.

W przypadku kumulacji tytułów przez jeden zespół, miejsca w europejskich pucharach zostają przyznane na podstawie tabeli fazy zasadniczej.

## Drużyny uczestniczące
| Marmara SpikeLigue 2023/2024 | Marmara SpikeLigue 2023/2024 | Marmara SpikeLigue 2023/2024 |                  |
| --- | ---------------------------- | ---------------------------- | ---------------- |
| Tours VB | 1                            | mistrzostwo                  | Liga Mistrzów    |
| Nantes Rezé MV | 2                            | półfinał                     | Puchar CEV       |
| Chaumont VB 52 Haute-Marne | 3                            | finał                        | Puchar CEV       |
| Narbonne Volley | 4                            | ćwierćfinał                  | Puchar CEV       |
| Tourcoing LM | 5                            | półfinał                     |                  |
| Saint-Nazaire VBA | 6                            | ćwierćfinał                  | Puchar Challenge |
| Arago de Sète | 7                            | ćwierćfinał                  |                  |
| Montpellier HSC VB | 8                            | ćwierćfinał                  |                  |
| Paris Volley | 9                            | —                            |                  |
| Alterna Stade Poitevin | 10                           | —                            |                  |
| Spacer’s de Toulouse | 11                           | —                            |                  |
| Plessis Robinson Volley Ball | 12                           | —                            |                  |
| Nice VB | 13                           | —                            |                  |
| Awans z Ligue B |                              |                              |                  |
| AS Illac VB | 2                            | mistrzostwo                  |                  |
| Oznaczenia: - kolumna druga – miejsce zajęte przez daną drużynę w poprzednim sezonie w fazie zasadniczej, - kolumna trzecia – osiągnięcie danej drużyny w fazie play-off. |                              |                              |                  |

### Awanse i spadki
| Poz. | Spadek z Ligue A 2022/2023 |
| ---- | -------------------------- |
| 14.  | Cambrai Volley             |

| Poz. | Awans z Ligue B 2022/2023 |
| ---- | ------------------------- |
| 1.   | AS Illac VB               |

## Hale sportowe
| Drużyna                      | Hala sportowa                           | Miejscowość         | *     |
| ---------------------------- | --------------------------------------- | ------------------- | ----- |
| Alterna Stade Poitevin       | Salle Frédéric-Lawson-Body              | Poitiers            |       |
| Arago de Sète                | Halle des Sports Louis Marty            | Sète                |       |
| AS Illac VB                  | Salle Pierre Favre                      | Saint-Jean-d’Illac  | [ a ] |
| AS Illac VB                  | Palais des sports                       | Bordeaux            | [ a ] |
| Chaumont VB 52 Haute-Marne   | Palestra                                | Chaumont            |       |
| Montpellier HSC VB           | Palais des sports Jacques Chaban Delmas | Castelnau-le-Lez    |       |
| Nantes Rezé MV               | Salle sportive métropolitaine           | Rezé                |       |
| Narbonne Volley              | Narbonne Arena                          | Narbona             |       |
| Nice VB                      | Salle Gianmarchi                        | Nicea               |       |
| Paris Volley                 | Salle Pierre Charpy                     | Paryż               |       |
| Plessis Robinson Volley Ball | Espace Omnisports                       | Le Plessis-Robinson |       |
| Saint-Nazaire VBA            | Gymnase de Coubertin                    | Saint-Nazaire       |       |
| Spacer’s de Toulouse         | Palais des sports André Brouat          | Tuluza              |       |
| Tourcoing LM                 | Stab Vélodrome                          | Roubaix             | [ b ] |
| Tourcoing LM                 | Salle régionale Maréchal                | Harnes              | [ b ] |
| Tours VB                     | Salle Robert Grenon                     | Tours               |       |
| Źródło:                      |                                         |                     |       |

## Trenerzy
| Drużyna                      | Trener              | Asystent trenera   | *      |
| ---------------------------- | ------------------- | ------------------ | ------ |
| Alterna Stade Poitevin       | Brice Donat         | Raphaël Petit      | [ 8 ]  |
| Arago de Sète                | Luc Marquet         | Frédéric Gibert    | [ 9 ]  |
| AS Illac VB                  | Anisse Guechou      | Théo Debard        | [ 10 ] |
| Chaumont VB 52 Haute-Marne   | Silvano Prandi      | Stefano Mascia     | [ 11 ] |
| Montpellier HSC VB           | Loïc Le Marrec      | Gauthier Bru       | [ 12 ] |
| Nantes Rezé MV               | Hubert Henno        | Marcos de Oliveira | [ 13 ] |
| Narbonne Volley              | Rafael Redwitz      | —                  | [ 14 ] |
| Nice VB                      | Fabrice Chalendar   | —                  | [ 15 ] |
| Paris Volley                 | Nikola Matijašević  | Ibán Pérez         | [ 16 ] |
| Plessis Robinson Volley Ball | Cédric Logeais      | Arnaud Dries       | [ 17 ] |
| Saint-Nazaire VBA            | Roberley Leonaldo   | Valentin Routeau   | [ 18 ] |
| Spacer’s de Toulouse         | Patrick Duflos      | Diógenes Zagonel   | [ 19 ] |
| Tourcoing LM                 | Dorian Rougeyron    | Frédéric Gibert    | [ 20 ] |
| Tours VB                     | Marcelo Fronckowiak | Thomas Royer       | [ 21 ] |

### Zmiany trenerów
| Klub               | Były trener       | Data odejścia | Nowy trener        | Data przyjścia | *             |
| ------------------ | ----------------- | ------------- | ------------------ | -------------- | ------------- |
| Przed sezonem      |                   |               |                    |                |               |
| Montpellier HSC VB | Olivier Lecat     |               | Lorenzo Tubertini  |                | [ 22 ]        |
| Narbonne Volley    | Guillermo Falasca |               | Rafael Redwitz     |                | [ 23 ]        |
| Nice VB            | Rafael Redwitz    |               | Éric Montagnon     |                | [ 24 ]        |
| Paris Volley       | Dorian Rougeyron  |               | Fabio Storti       |                | [ 25 ] [ 26 ] |
| Tourcoing LM       | Maurício Paes     |               | Dorian Rougeyron   |                | [ 27 ]        |
| W trakcie sezonu   |                   |               |                    |                |               |
| Nice VB            | Éric Montagnon    | 15.11.2023    | Fabrice Chalendar  | —              | [ 28 ]        |
| Paris Volley       | Fabio Storti      | 6.12.2023     | Nikola Matijašević | 6.12.2023      | [ 29 ]        |
| Montpellier HSC VB | Lorenzo Tubertini | 11.01.2024    | Loïc Le Marrec     | —              | [ 30 ]        |

## Faza zasadnicza

### Tabela wyników
| Gospodarz \ Gość1            | TOU | NAN | CHM | NAR | TRC | SNZ | SÈT | MTP | PAR | POI | TLS | PLR | NIC | ILL |
| ---------------------------- | --- | --- | --- | --- | --- | --- | --- | --- | --- | --- | --- | --- | --- | --- |
| Tours VB                     | -   | 3:0 | 0:3 | 3:0 | 3:0 | 3:0 | 3:0 | 2:3 | 3:0 | 3:1 | 3:0 | 3:0 | 3:1 | 3:2 |
| Nantes Rezé MV               | 3:2 | -   | 0:3 | 3:1 | 1:3 | 3:2 | 3:1 | 3:0 | 3:0 | 3:2 | 3:1 | 3:0 | 3:0 | 3:0 |
| Chaumont VB 52 Haute-Marne   | 2:3 | 2:3 | -   | 3:0 | 2:3 | 3:0 | 3:1 | 3:0 | 3:0 | 3:0 | 3:2 | 2:3 | 3:0 | 3:0 |
| Narbonne Volley              | 0:3 | 3:1 | 2:3 | -   | 0:3 | 1:3 | 1:3 | 1:3 | 0:3 | 3:0 | 2:3 | 1:3 | 3:1 | 2:3 |
| Tourcoing LM                 | 3:2 | 3:2 | 0:3 | 3:0 | -   | 3:2 | 3:0 | 3:1 | 2:3 | 3:0 | 2:3 | 3:0 | 1:3 | 3:1 |
| Saint-Nazaire VBA            | 3:0 | 2:3 | 3:1 | 3:0 | 2:3 | -   | 3:1 | 2:3 | 3:1 | 3:0 | 3:0 | 2:3 | 3:1 | 3:0 |
| Arago de Sète                | 3:1 | 2:3 | 0:3 | 0:3 | 1:3 | 3:2 | -   | 3:1 | 2:3 | 3:1 | 1:3 | 2:3 | 3:0 | 3:0 |
| Montpellier HSC VB           | 3:0 | 3:2 | 1:3 | 3:0 | 3:1 | 1:3 | 3:0 | -   | 2:3 | 3:1 | 3:0 | 3:1 | 3:0 | 3:1 |
| Paris Volley                 | 3:1 | 1:3 | 2:3 | 3:0 | 0:3 | 3:0 | 3:0 | 3:0 | -   | 1:3 | 1:3 | 3:2 | 3:0 | 0:3 |
| Alterna Stade Poitevin       | 1:3 | 1:3 | 1:3 | 3:1 | 0:3 | 3:2 | 0:3 | 0:3 | 3:2 | -   | 0:3 | 3:1 | 3:2 | 3:0 |
| Spacer’s de Toulouse         | 3:1 | 1:3 | 3:0 | 3:0 | 3:1 | 3:2 | 3:1 | 1:3 | 1:3 | 2:3 | -   | 3:0 | 3:1 | 3:0 |
| Plessis Robinson Volley Ball | 0:3 | 2:3 | 0:3 | 3:1 | 3:0 | 3:0 | 2:3 | 3:1 | 1:3 | 0:3 | 1:3 | -   | 1:3 | 3:0 |
| Nice VB                      | 2:3 | 1:3 | 2:3 | 3:0 | 0:3 | 0:3 | 3:2 | 0:3 | 2:3 | 0:3 | 3:2 | 1:3 | -   | 3:0 |
| AS Illac VB                  | 1:3 | 0:3 | 1:3 | 3:2 | 1:3 | 3:2 | 0:3 | 0:3 | 0:3 | 1:3 | 1:3 | 1:3 | 2:3 | -   |

Źródło: 
1 Drużyna gospodarzy jest wymieniona po lewej stronie tabeli.
Kolory:
  zwycięstwo gospodarzy 3:0 lub 3:1
  zwycięstwo gospodarzy 3:2
  zwycięstwo gości 3:0 lub 3:1
  zwycięstwo gości 3:2

### Terminarz i wyniki spotkań
| Data                                                            | Godz. | Gospodarz                    | Rezultat                                | Gość                         | Widzów | MVP                    |
| --------------------------------------------------------------- | ----- | ---------------------------- | --------------------------------------- | ---------------------------- | ------ | ---------------------- |
| 1. KOLEJKA                                                      |       |                              |                                         |                              |        |                        |
| 20.10.2023                                                      | 20:00 | Tours VB                     | 3:2 (25:19, 21:25, 25:23, 23:25, 15:12) | AS Illac VB                  | 2733   | Antoine Pothron        |
| 21.10.2023                                                      | 18:00 | Arago de Sète                | 1:3 (25:16, 20:25, 20:25, 16:25)        | Tourcoing LM                 | 661    | Pablo Kukartsev        |
| 21.10.2023                                                      | 19:00 | Plessis Robinson Volley Ball | 0:3 (23:25, 22:25, 23:25)               | Alterna Stade Poitevin       | 930    | Javier Concepción      |
| 21.10.2023                                                      | 19:00 | Nice VB                      | 3:2 (23:25, 25:21, 22:25, 25:22, 15:13) | Spacer’s de Toulouse         | 624    | François Rebeyrol      |
| 21.10.2023                                                      | 18:00 | Narbonne Volley              | 0:3 (23:25, 16:25, 28:30)               | Paris Volley                 | 1359   | Kento Miyaura          |
| 21.10.2023                                                      | 18:00 | Nantes Rezé MV               | 3:0 (25:20, 25:21, 25:17)               | Montpellier HSC VB           | 2676   | Chizoba Neves Atu      |
| 21.10.2023                                                      | 20:00 | Chaumont VB 52 Haute-Marne   | 3:0 (25:20, 25:20, 25:14)               | Saint-Nazaire VBA            | 1209   | Patrik Indra           |
| 2. KOLEJKA                                                      |       |                              |                                         |                              |        |                        |
| 27.10.2023                                                      | 20:00 | Montpellier HSC VB           | 3:0 (25:20, 25:20, 25:23)               | Arago de Sète                | 1409   | Amir Tizi-Oualou       |
| 28.10.2023                                                      | 17:00 | Paris Volley                 | 3:1 (25:21, 25:15, 21:25, 26:24)        | Tours VB                     | 982    | Joachim Panou          |
| 28.10.2023                                                      | 18:00 | AS Illac VB                  | 1:3 (25:22, 20:25, 20:25, 17:25)        | Plessis Robinson Volley Ball | 702    | Nathan Canovas         |
| 28.10.2023                                                      | 18:00 | Chaumont VB 52 Haute-Marne   | 3:0 (25:22, 25:20, 25:9)                | Narbonne Volley              | 1425   | Niko Suihkonen         |
| 28.10.2023                                                      | 18:00 | Saint-Nazaire VBA            | 3:1 (23:25, 29:27, 25:18, 25:18)        | Nice VB                      | 1085   | Jordan Ewert           |
| 29.10.2023                                                      | 17:00 | Spacer’s de Toulouse         | 1:3 (18:25, 23:25, 25:22, 20:25)        | Nantes Rezé MV               | 1352   | Hugo de Leon           |
| 29.10.2023                                                      | 17:00 | Tourcoing LM                 | 3:0 (41:39, 25:15, 25:22)               | Alterna Stade Poitevin       | 1653   | Simon Roehrig          |
| 3. KOLEJKA                                                      |       |                              |                                         |                              |        |                        |
| 3.11.2023                                                       | 20:00 | Tours VB                     | 2:3 (22:25, 24:26, 26:24, 25:22, 12:15) | Montpellier HSC VB           | 2234   | Luka Marttila          |
| 4.11.2023                                                       | 18:00 | Paris Volley                 | 1:3 (25:21, 20:25, 19:25, 21:25)        | Spacer’s de Toulouse         | 632    | Maxime Hervoir         |
| 4.11.2023                                                       | 19:00 | Tourcoing LM                 | 3:0 (27:25, 25:18, 25:18)               | Plessis Robinson Volley Ball | 1025   | Ryley Barnes           |
| 4.11.2023                                                       | 19:30 | Alterna Stade Poitevin       | 1:3 (25:11, 19:25, 16:25, 21:25)        | Chaumont VB 52 Haute-Marne   | 1243   | Niko Suihkonen         |
| 4.11.2023                                                       | 19:30 | Arago de Sète                | 3:0 (25:18, 25:21, 25:18)               | Nice VB                      | 674    | Célestin Cardin        |
| 4.11.2023                                                       | 19:30 | Narbonne Volley              | 2:3 (25:23, 16:25, 21:25, 25:20, 14:16) | AS Illac VB                  | 1200   | Daryl Bultor           |
| 4.11.2023                                                       | 20:00 | Nantes Rezé MV               | 3:2 (25:14, 22:25, 25:18, 22:25, 15:8)  | Saint-Nazaire VBA            | 3012   | Franco Massimino       |
| 4. KOLEJKA                                                      |       |                              |                                         |                              |        |                        |
| 7.11.2023                                                       | 19:30 | Nice VB                      | 0:3 (17:25, 21:25, 23:25)               | Alterna Stade Poitevin       | 465    | Brett Walsh            |
| 7.11.2023                                                       | 20:00 | Chaumont VB 52 Haute-Marne   | 2:3 (25:21, 22:25, 25:19, 23:25, 15:17) | Nantes Rezé MV               | 1202   | Tomás López            |
| 7.11.2023                                                       | 20:00 | Montpellier HSC VB           | 3:0 (25:23, 25:17, 31:29)               | Narbonne Volley              | 801    | Moritz Reichert        |
| 7.11.2023                                                       | 20:00 | Plessis Robinson Volley Ball | 2:3 (18:25, 25:19, 23:25, 25:18, 9:15)  | Arago de Sète                | 597    | Célestin Cardin        |
| 7.11.2023                                                       | 20:00 | AS Illac VB                  | 1:3 (26:28, 32:30, 13:25, 19:25)        | Tourcoing LM                 | 405    | Matías Giraudo         |
| 7.11.2023                                                       | 20:00 | Spacer’s de Toulouse         | 3:1 (25:15, 25:20, 18:25, 25:23)        | Tours VB                     | 1036   | Florian Krage          |
| 7.11.2023                                                       | 20:00 | Saint-Nazaire VBA            | 3:1 (21:25, 25:23, 25:21, 25:14)        | Paris Volley                 | 1127   | Kyle Ensing            |
| 5. KOLEJKA                                                      |       |                              |                                         |                              |        |                        |
| 10.11.2023                                                      | 20:00 | Tours VB                     | 0:3 (25:27, 21:25, 22:25)               | Chaumont VB 52 Haute-Marne   | 2552   | Victor Cardoso         |
| 11.11.2023                                                      | 19:00 | Plessis Robinson Volley Ball | 3:0 (25:18, 25:16, 25:20)               | Saint-Nazaire VBA            | 808    | Arturo Iglesias        |
| 11.11.2023                                                      | 19:00 | AS Illac VB                  | 0:3 (16:25, 17:25, 17:25)               | Montpellier HSC VB           | 781    | Moritz Reichert        |
| 11.11.2023                                                      | 19:30 | Alterna Stade Poitevin       | 0:3 (21:25, 25:27, 14:25)               | Spacer’s de Toulouse         | 1285   | Tom Picard             |
| 11.11.2023                                                      | 19:30 | Arago de Sète                | 2:3 (25:22, 19:25, 18:25, 25:18, 11:15) | Paris Volley                 | 875    | Kento Miyaura          |
| 11.11.2023                                                      | 19:30 | Narbonne Volley              | 0:3 (22:25, 15:25, 24:26)               | Tourcoing LM                 | 1180   | Pablo Kukartsev        |
| 11.11.2023                                                      | 20:00 | Nantes Rezé MV               | 3:0 (25:10, 26:24, 25:17)               | Nice VB                      | 1514   | Mathis Henno           |
| 6. KOLEJKA                                                      |       |                              |                                         |                              |        |                        |
| 14.11.2023                                                      | 19:30 | Nice VB                      | 2:3 (25:15, 25:19, 18:25, 19:25, 15:17) | Chaumont VB 52 Haute-Marne   | 365    | Victor Cardoso         |
| 14.11.2023                                                      | 20:00 | Nantes Rezé MV               | 3:0 (25:16, 25:14, 25:19)               | AS Illac VB                  | 752    | Simon Magnin           |
| 14.11.2023                                                      | 20:00 | Paris Volley                 | 0:3 (23:25, 12:25, 19:25)               | Tourcoing LM                 | 643    | Pablo Kukartsev        |
| 14.11.2023                                                      | 20:00 | Alterna Stade Poitevin       | 0:3 (20:25, 18:25, 20:25)               | Arago de Sète                | 1121   | Célestin Cardin        |
| 14.11.2023                                                      | 20:00 | Spacer’s de Toulouse         | 3:0 (25:18, 25:15, 25:23)               | Narbonne Volley              | 872    | Maximiliano Chirivino  |
| 14.11.2023                                                      | 20:00 | Saint-Nazaire VBA            | 3:0 (26:24, 25:18, 25:22)               | Tours VB                     | 1182   | Quinn Isaacson         |
| 15.11.2023                                                      | 20:00 | Montpellier HSC VB           | 3:1 (25:20, 25:22, 21:25, 25:19)        | Plessis Robinson Volley Ball | 709    | Danny Demyanenko       |
| 7. KOLEJKA                                                      |       |                              |                                         |                              |        |                        |
| 17.11.2023                                                      | 20:00 | Paris Volley                 | 1:3 (27:25, 21:25, 25:27, 20:25)        | Nantes Rezé MV               | 627    | Hugo de Leon Guimarães |
| 18.11.2023                                                      | 19:00 | Tours VB                     | 3:1 (25:23, 23:25, 25:21, 25:22)        | Alterna Stade Poitevin       | 2686   | Aboubacar Dramé Neto   |
| 18.11.2023                                                      | 19:30 | Arago de Sète                | 1:3 (19:25, 22:25, 25:21, 27:29)        | Spacer’s de Toulouse         | 676    | Julien Winkelmuller    |
| 18.11.2023                                                      | 19:30 | Narbonne Volley              | 1:3 (25:16, 18:25, 28:30, 10:25)        | Plessis Robinson Volley Ball | 1253   | Samuel Jeanlys         |
| 18.11.2023                                                      | 19:30 | Montpellier HSC VB           | 1:3 (22:25, 25:22, 23:25, 16:25)        | Saint-Nazaire VBA            | 912    | Hélder Spencer         |
| 18.11.2023                                                      | 20:00 | Chaumont VB 52 Haute-Marne   | 3:0 (25:23, 25:23, 25:21)               | AS Illac VB                  | 1270   | Patrik Indra           |
| 19.11.2023                                                      | 17:00 | Tourcoing LM                 | 1:3 (21:25, 26:24, 23:25, 22:25)        | Nice VB                      | 1879   | Javier González        |
| 8. KOLEJKA                                                      |       |                              |                                         |                              |        |                        |
| 24.11.2023                                                      | 20:00 | Spacer’s de Toulouse         | 3:1 (25:19, 25:17, 16:25, 25:23)        | Tourcoing LM                 | 1352   | Julien Winkelmuller    |
| 25.11.2023                                                      | 19:00 | AS Illac VB                  | 0:3 (17:25, 26:28, 23:25)               | Arago de Sète                | 610    | Célestin Cardin        |
| 25.11.2023                                                      | 19:00 | Plessis Robinson Volley Ball | 0:3 (14:25, 20:25, 23:25)               | Chaumont VB 52 Haute-Marne   | 872    | Sebastián Closter      |
| 25.11.2023                                                      | 19:00 | Nice VB                      | 0:3 (15:25, 21:25, 13:25)               | Montpellier HSC VB           | 754    | Moritz Reichert        |
| 25.11.2023                                                      | 19:30 | Alterna Stade Poitevin       | 3:2 (20:25, 25:19, 25:21, 21:25, 16:14) | Paris Volley                 | 1057   | Aleksandros Raptis     |
| 25.11.2023                                                      | 20:00 | Saint-Nazaire VBA            | 3:0 (25:13, 25:22, 25:19)               | Narbonne Volley              | 1196   | Ludovic Duée           |
| 26.11.2023                                                      | 17:00 | Nantes Rezé MV               | 3:2 (19:25, 25:22, 20:25, 25:19, 15:13) | Tours VB                     | 3764   | Romain Bonon           |
| 9. KOLEJKA                                                      |       |                              |                                         |                              |        |                        |
| 1.12.2023                                                       | 20:00 | Saint-Nazaire VBA            | 3:0 (25:21, 25:18, 25:22)               | Spacer’s de Toulouse         | 1124   | Hélder Spencer         |
| 2.12.2023                                                       | 18:00 | Paris Volley                 | 0:3 (23:25, 18:25, 23:25)               | AS Illac VB                  | 773    | Cédric Da Silva        |
| 2.12.2023                                                       | 19:00 | Nice VB                      | 1:3 (18:25, 28:30, 27:25, 19:25)        | Plessis Robinson Volley Ball | 529    | Arturo Iglesias        |
| 2.12.2023                                                       | 19:30 | Arago de Sète                | 2:3 (27:25, 24:26, 35:33, 21:25, 10:15) | Nantes Rezé MV               | 747    | Franco Massimino       |
| 2.12.2023                                                       | 19:30 | Montpellier HSC VB           | 3:1 (19:25, 25:23, 27:25, 25:22)        | Alterna Stade Poitevin       | 932    | Nicolas Le Goff        |
| 2.12.2023                                                       | 20:00 | Tours VB                     | 3:0 (25:15, 25:22, 25:16)               | Narbonne Volley              | 2011   | Märt Tammearu          |
| 2.12.2023                                                       | 20:00 | Chaumont VB 52 Haute-Marne   | 2:3 (25:27, 25:20, 25:23, 20:25, 11:15) | Tourcoing LM                 | 1308   | Pablo Kukartsev        |
| 10. KOLEJKA                                                     |       |                              |                                         |                              |        |                        |
| 5.12.2023                                                       | 19:30 | Narbonne Volley              | 1:3 (21:25, 25:20, 15:25, 20:25)        | Arago de Sète                | 1095   | Liam Patte             |
| 5.12.2023                                                       | 20:00 | Tourcoing LM                 | 3:2 (25:22, 25:19, 17:25, 21:25, 15:11) | Nantes Rezé MV               | 1678   | Pablo Kukartsev        |
| 5.12.2023                                                       | 20:00 | AS Illac VB                  | 2:3 (25:21, 24:26, 23:25, 25:23, 12:15) | Nice VB                      | 510    | Simon Hirsch           |
| 5.12.2023                                                       | 20:00 | Spacer’s de Toulouse         | 1:3 (24:26, 23:25, 25:23, 26:28)        | Montpellier HSC VB           | 945    | Dimityr Dimitrow       |
| 5.12.2023                                                       | 20:00 | Chaumont VB 52 Haute-Marne   | 3:0 (25:21, 25:17, 25:20)               | Paris Volley                 | 975    | Patrik Indra           |
| 5.12.2023                                                       | 20:00 | Plessis Robinson Volley Ball | 0:3 (19:25, 16:25, 23:25)               | Tours VB                     | 646    | Märt Tammearu          |
| 5.12.2023                                                       | 20:00 | Alterna Stade Poitevin       | 3:2 (17:25, 25:23, 20:25, 25:15, 15:9)  | Saint-Nazaire VBA            | 1272   | Mathias Elser          |
| 11. KOLEJKA                                                     |       |                              |                                         |                              |        |                        |
| 8.12.2023                                                       | 20:00 | Paris Volley                 | 3:2 (21:25, 25:23, 25:18, 23:25, 20:18) | Plessis Robinson Volley Ball | 583    | Kento Miyaura          |
| 9.12.2023                                                       | 18:00 | Spacer’s de Toulouse         | 3:0 (25:22, 25:16, 25:23)               | AS Illac VB                  | 935    | Maxime Hervoir         |
| 9.12.2023                                                       | 19:00 | Tours VB                     | 3:0 (25:16, 25:19, 25:18)               | Tourcoing LM                 | 2759   | Željko Ćorić           |
| 9.12.2023                                                       | 19:30 | Narbonne Volley              | 3:1 (22:25, 26:24, 25:22, 25:17)        | Nice VB                      | 951    | Edson Valencia         |
| 9.12.2023                                                       | 19:30 | Montpellier HSC VB           | 1:3 (25:18, 15:25, 22:25, 22:25)        | Chaumont VB 52 Haute-Marne   | 1082   | Niko Suihkonen         |
| 9.12.2023                                                       | 20:00 | Saint-Nazaire VBA            | 3:1 (23:25, 25:14, 25:23, 25:22)        | Arago de Sète                | 920    | Jordan Schnitzer       |
| 9.12.2023                                                       | 20:00 | Nantes Rezé MV               | 3:2 (28:26, 25:20, 17:25, 27:29, 17:15) | Alterna Stade Poitevin       | 1740   | Tomás López            |
| 12. KOLEJKA                                                     |       |                              |                                         |                              |        |                        |
| 15.12.2023                                                      | 20:00 | Montpellier HSC VB           | 2:3 (23:25, 20:25, 25:20, 25:23, 8:15)  | Paris Volley                 | 973    | Kento Miyaura          |
| 16.12.2023                                                      | 19:00 | AS Illac VB                  | 1:3 (23:25, 14:25, 25:16, 19:25)        | Alterna Stade Poitevin       | 598    | Brett Walsh            |
| 16.12.2023                                                      | 19:00 | Plessis Robinson Volley Ball | 1:3 (21:25, 19:25, 25:22, 18:25)        | Spacer’s de Toulouse         | 769    | Maximiliano Chirivino  |
| 16.12.2023                                                      | 19:00 | Tourcoing LM                 | 3:2 (25:21, 20:25, 20:25, 25:23, 15:11) | Saint-Nazaire VBA            | 815    | Rune Fasteland         |
| 16.12.2023                                                      | 19:00 | Nice VB                      | 2:3 (25:21, 17:25, 25:21, 22:25, 13:15) | Tours VB                     | 663    | Samuel Tuia            |
| 16.12.2023                                                      | 19:30 | Arago de Sète                | 0:3 (19:25, 25:27, 22:25)               | Chaumont VB 52 Haute-Marne   | 712    | Joseph Worsley         |
| 16.12.2023                                                      | 19:30 | Narbonne Volley              | 3:1 (25:21, 21:25, 25:22, 25:23)        | Nantes Rezé MV               | 1262   | Edson Valencia         |
| 13. KOLEJKA                                                     |       |                              |                                         |                              |        |                        |
| 30.12.2023                                                      | 20:00 | Tourcoing LM                 | 3:1 (25:23, 25:17, 24:26, 25:22)        | Montpellier HSC VB           | 2024   | Matías Giraudo         |
| 30.12.2023                                                      | 20:00 | Alterna Stade Poitevin       | 3:1 (26:24, 21:25, 25:20, 25:22)        | Narbonne Volley              | 1599   | Brett Walsh            |
| 30.12.2023                                                      | 20:00 | Chaumont VB 52 Haute-Marne   | 3:2 (25:19, 22:25, 25:22, 21:25, 17:15) | Spacer’s de Toulouse         | 1965   | Victor Cardoso         |
| 30.12.2023                                                      | 20:00 | Nantes Rezé MV               | 3:0 (29:27, 25:19, 25:18)               | Plessis Robinson Volley Ball | 3843   | Oussama Ben Romdhane   |
| 30.12.2023                                                      | 20:00 | Saint-Nazaire VBA            | 3:0 (25:21, 25:15, 25:15)               | AS Illac VB                  | 1391   | Jordan Ewert           |
| 30.12.2023                                                      | 20:00 | Tours VB                     | 3:0 (25:17, 25:22, 25:18)               | Arago de Sète                | 3134   | Nicolás Méndez         |
| 30.12.2023                                                      | 20:00 | Paris Volley                 | 3:0 (25:20, 25:21, 25:20)               | Nice VB                      | 994    | Kento Miyaura          |
| 14. KOLEJKA                                                     |       |                              |                                         |                              |        |                        |
| 3.01.2024                                                       | 19:00 | AS Illac VB                  | 0:3 (21:25, 14:25, 22:25)               | Nantes Rezé MV               | 750    | Anatole Chaboissant    |
| 3.01.2024                                                       | 19:30 | Narbonne Volley              | 2:3 (25:23, 25:19, 17:25, 13:25, 14:16) | Chaumont VB 52 Haute-Marne   | 1597   | Patrik Indra           |
| 3.01.2024                                                       | 19:30 | Arago de Sète                | 3:1 (25:18, 25:19, 22:25, 25:19)        | Montpellier HSC VB           | 980    | Juan Manuel González   |
| 3.01.2024                                                       | 19:30 | Nice VB                      | 0:3 (12:25, 20:25, 20:25)               | Saint-Nazaire VBA            | 477    | Hélder Spencer         |
| 3.01.2024                                                       | 20:00 | Tours VB                     | 3:0 (25:20, 25:19, 29:27)               | Paris Volley                 | 2975   | Luca Ramon             |
| 3.01.2024                                                       | 20:00 | Spacer’s de Toulouse         | 2:3 (25:21, 24:26, 25:22, 23:25, 13:15) | Alterna Stade Poitevin       | 1318   | Brett Walsh            |
| 3.01.2024                                                       | 20:00 | Plessis Robinson Volley Ball | 3:0 (25:23, 25:22, 26:24)               | Tourcoing LM                 | 828    | Médéric Henry          |
| 15. KOLEJKA                                                     |       |                              |                                         |                              |        |                        |
| 5.01.2024                                                       | 20:00 | Nantes Rezé MV               | 3:1 (16:25, 25:22, 25:22, 25:22)        | Spacer’s de Toulouse         | 2324   | Franco Massimino       |
| 6.01.2024                                                       | 17:00 | Montpellier HSC VB           | 3:1 (21:25, 25:19, 25:18, 25:17)        | AS Illac VB                  | 1512   | Luka Marttila          |
| 6.01.2024                                                       | 19:00 | Tourcoing LM                 | 2:3 (20:25, 18:25, 25:17, 25:20, 10:15) | Paris Volley                 | 1731   | Kento Miyaura          |
| 6.01.2024                                                       | 19:30 | Alterna Stade Poitevin       | 3:2 (25:21, 22:25, 23:25, 25:23, 15:8)  | Nice VB                      | 1264   | Metin Toy              |
| 6.01.2024                                                       | 19:30 | Narbonne Volley              | 1:3 (25:21, 18:25, 21:25, 21:25)        | Saint-Nazaire VBA            | 2200   | Kyle Ensing            |
| 6.01.2024                                                       | 20:00 | Chaumont VB 52 Haute-Marne   | 2:3 (25:17, 35:37, 22:25, 25:21, 13:15) | Tours VB                     | 1660   | Michaël Parkinson      |
| 7.01.2024                                                       | 17:00 | Arago de Sète                | 2:3 (22:25, 26:24, 20:25, 25:23, 13:15) | Plessis Robinson Volley Ball | 752    | Nathan Wounembaina     |
| 16. KOLEJKA                                                     |       |                              |                                         |                              |        |                        |
| 12.01.2024                                                      | 20:00 | Spacer’s de Toulouse         | 3:1 (25:21, 26:24, 21:25, 25:23)        | Arago de Sète                | 1139   | Florian Krage          |
| 13.01.2024                                                      | 18:00 | Paris Volley                 | 1:3 (25:10, 20:25, 20:25, 15:25)        | Alterna Stade Poitevin       | 786    | Brett Walsh            |
| 13.01.2024                                                      | 19:00 | Plessis Robinson Volley Ball | 3:1 (25:14, 25:16, 23:25, 25:23)        | Narbonne Volley              | 794    | Quentin Jouffroy       |
| 13.01.2024                                                      | 19:00 | AS Illac VB                  | 1:3 (27:29, 16:25, 25:20, 22:25)        | Chaumont VB 52 Haute-Marne   | 510    | Filip Šestan           |
| 13.01.2024                                                      | 19:00 | Nice VB                      | 0:3 (28:30, 21:25, 18:25)               | Tourcoing LM                 | 763    | Matías Giraudo         |
| 13.01.2024                                                      | 20:00 | Tours VB                     | 3:0 (25:23, 25:21, 25:23)               | Nantes Rezé MV               | 2944   | Antoine Pothron        |
| 13.01.2024                                                      | 20:00 | Saint-Nazaire VBA            | 2:3 (20:25, 36:38, 25:22, 25:19, 8:15)  | Montpellier HSC VB           | 1210   | Raphaël Corre          |
| 17. KOLEJKA                                                     |       |                              |                                         |                              |        |                        |
| 19.01.2024                                                      | 20:00 | Saint-Nazaire VBA            | 2:3 (25:19, 25:23, 18:25, 22:25, 12:15) | Nantes Rezé MV               | 1402   | Chizoba Neves Atu      |
| 20.01.2024                                                      | 18:00 | Spacer’s de Toulouse         | 1:3 (23:25, 25:20, 28:30, 21:25)        | Paris Volley                 | 1512   | Joachim Panou          |
| 20.01.2024                                                      | 19:00 | Tourcoing LM                 | 3:1 (19:25, 25:19, 25:19, 25:23)        | AS Illac VB                  | 834    | Pablo Kukartsev        |
| 20.01.2024                                                      | 19:30 | Arago de Sète                | 0:3 (25:27, 21:25, 22:25)               | Narbonne Volley              | 834    | Daniel Cagliari        |
| 20.01.2024                                                      | 19:30 | Alterna Stade Poitevin       | 1:3 (24:26, 20:25, 25:23, 15:25)        | Tours VB                     | 1631   | Aboubacar Dramé Neto   |
| 20.01.2024                                                      | 19:30 | Montpellier HSC VB           | 3:0 (25:21, 25:20, 25:21)               | Nice VB                      | 1112   | Dimityr Dimitrow       |
| 20.01.2024                                                      | 20:00 | Chaumont VB 52 Haute-Marne   | 2:3 (25:20, 21:25, 17:25, 25:15, 7:15)  | Plessis Robinson Volley Ball | 1398   | Quentin Jouffroy       |
| 18. KOLEJKA                                                     |       |                              |                                         |                              |        |                        |
| 26.01.2024                                                      | 20:00 | Alterna Stade Poitevin       | 0:3 (17:25, 18:25, 17:25)               | Tourcoing LM                 | 1013   | Pablo Kukartsev        |
| 27.01.2024                                                      | 18:00 | Paris Volley                 | 3:0 (25:18, 25:16, 25:19)               | Saint-Nazaire VBA            | 798    | Kellian Paes           |
| 27.01.2024                                                      | 19:00 | Tours VB                     | 3:0 (26:24, 25:13, 25:21)               | Spacer’s de Toulouse         | 3031   | Nicolás Méndez         |
| 27.01.2024                                                      | 19:00 | Plessis Robinson Volley Ball | 3:1 (25:21, 26:28, 25:23, 26:24)        | Montpellier HSC VB           | 917    | Antti Ronkainen        |
| 27.01.2024                                                      | 19:00 | AS Illac VB                  | 3:2 (22:25, 24:26, 29:27, 25:23, 17:15) | Narbonne Volley              | 670    | Eldin Demirović        |
| 27.01.2024                                                      | 19:00 | Nice VB                      | 3:2 (27:25, 29:31, 26:24, 19:25, 15:11) | Arago de Sète                | 458    | Simon Hirsch           |
| 27.01.2024                                                      | 20:00 | Nantes Rezé MV               | 0:3 (22:25, 20:25, 19:25)               | Chaumont VB 52 Haute-Marne   | 4023   | Joseph Worsley         |
| 19. KOLEJKA                                                     |       |                              |                                         |                              |        |                        |
| 2.02.2024                                                       | 20:00 | Montpellier HSC VB           | 3:0 (25:22, 25:23, 25:23)               | Spacer’s de Toulouse         | 997    | Luka Marttila          |
| 3.02.2024                                                       | 19:00 | AS Illac VB                  | 0:3 (20:25, 23:25, 21:25)               | Paris Volley                 | 715    | Lucas Conde            |
| 3.02.2024                                                       | 19:30 | Arago de Sète                | 3:1 (21:25, 25:22, 28:26, 25:23)        | Alterna Stade Poitevin       | 652    | Maximiliano Gauna      |
| 3.02.2024                                                       | 19:30 | Narbonne Volley              | 0:3 (23:25, 17:25, 23:25)               | Tours VB                     | 2516   | Michaël Parkinson      |
| 3.02.2024                                                       | 20:00 | Chaumont VB 52 Haute-Marne   | 3:0 (25:22, 25:22, 25:16)               | Nice VB                      | 1543   | Patrik Indra           |
| 3.02.2024                                                       | 20:00 | Saint-Nazaire VBA            | 2:3 (23:25, 25:18, 23:25, 25:16, 10:15) | Plessis Robinson Volley Ball | 1218   | Samuel Jeanlys         |
| 3.02.2024                                                       | 20:00 | Nantes Rezé MV               | 1:3 (25:22, 27:29, 22:25, 21:25)        | Tourcoing LM                 | 2129   | Ryley Barnes           |
| 20. KOLEJKA                                                     |       |                              |                                         |                              |        |                        |
| 9.02.2024                                                       | 20:00 | Spacer’s de Toulouse         | 3:0 (39:37, 25:19, 26:24)               | Chaumont VB 52 Haute-Marne   | 1608   | Facundo Santucci       |
| 10.02.2024                                                      | 18:00 | Paris Volley                 | 3:0 (25:21, 25:21, 25:20)               | Montpellier HSC VB           | 1197   | Lucas Conde            |
| 10.02.2024                                                      | 19:00 | Plessis Robinson Volley Ball | 2:3 (23:25, 25:22, 20:25, 25:19, 13:15) | Nantes Rezé MV               | 821    | Franco Massimino       |
| 10.02.2024                                                      | 19:00 | Tourcoing LM                 | 3:2 (17:25, 21:25, 25:19, 25:18, 22:20) | Tours VB                     | 1567   | Gonzalo Quiroga        |
| 10.02.2024                                                      | 19:00 | Nice VB                      | 3:0 (25:10, 25:23, 25:15)               | Narbonne Volley              | 976    | Simon Hirsch           |
| 10.02.2024                                                      | 19:30 | Arago de Sète                | 3:2 (25:18, 10:25, 17:25, 25:20, 17:15) | Saint-Nazaire VBA            | 686    | Romain Devèze          |
| 10.02.2024                                                      | 19:30 | Alterna Stade Poitevin       | 3:0 (25:21, 25:19, 25:17)               | AS Illac VB                  | 1694   | Brett Walsh            |
| 21. KOLEJKA                                                     |       |                              |                                         |                              |        |                        |
| 16.02.2024                                                      | 20:00 | Montpellier HSC VB           | 3:1 (25:17, 25:22, 23:25, 25:22)        | Tourcoing LM                 | 987    | Dimityr Dimitrow       |
| 17.02.2024                                                      | 19:00 | Plessis Robinson Volley Ball | 1:3 (22:25, 25:16, 18:25, 14:25)        | Paris Volley                 | 1028   | Kento Miyaura          |
| 17.02.2024                                                      | 19:00 | AS Illac VB                  | 1:3 (23:25, 19:25, 31:29, 23:25)        | Spacer’s de Toulouse         | 704    | Maximiliano Chirivino  |
| 17.02.2024                                                      | 20:00 | Saint-Nazaire VBA            | 3:0 (25:23, 25:14, 25:22)               | Alterna Stade Poitevin       | 1210   | Titouan Hallé          |
| 17.02.2024                                                      | 20:00 | Tours VB                     | 3:1 (25:17, 22:25, 25:15, 25:18)        | Nice VB                      | 3106   | Märt Tammearu          |
| 17.02.2024                                                      | 20:00 | Chaumont VB 52 Haute-Marne   | 3:1 (22:25, 25:17, 26:24, 25:18)        | Arago de Sète                | 1691   | Pierre Toledo          |
| 17.02.2024                                                      | 20:00 | Nantes Rezé MV               | 3:1 (25:18, 21:25, 25:19, 25:11)        | Narbonne Volley              | 1982   | Mathis Henno           |
| 22. KOLEJKA                                                     |       |                              |                                         |                              |        |                        |
| 23.02.2024                                                      | 20:00 | Tourcoing LM                 | 0:3 (14:25, 18:25, 14:25)               | Chaumont VB 52 Haute-Marne   | 5021   | Joseph Worsley         |
| 24.02.2024                                                      | 18:00 | Spacer’s de Toulouse         | 3:2 (25:17, 23:25, 25:20, 17:25, 19:17) | Saint-Nazaire VBA            | 1585   | Facundo Santucci       |
| 24.02.2024                                                      | 18:00 | Paris Volley                 | 3:0 (25:15, 25:17, 25:17)               | Narbonne Volley              | 964    | Kellian Paes           |
| 24.02.2024                                                      | 19:00 | Nice VB                      | 1:3 (21:25, 25:18, 21:25, 27:29)        | Nantes Rezé MV               | 537    | Mathis Henno           |
| 24.02.2024                                                      | 19:30 | Alterna Stade Poitevin       | 0:3 (23:25, 20:25, 21:25)               | Montpellier HSC VB           | 1480   | Danny Demyanenko       |
| 24.02.2024                                                      | 20:00 | Tours VB                     | 3:0 (25:23, 25:21, 25:22)               | Plessis Robinson Volley Ball | 2792   | Aboubacar Dramé Neto   |
| 25.02.2024                                                      | 17:00 | Arago de Sète                | 3:0 (25:19, 25:17, 25:23)               | AS Illac VB                  | 712    | Lisandro Zanotti       |
| 23. KOLEJKA                                                     |       |                              |                                         |                              |        |                        |
| 1.03.2024                                                       | 20:00 | Nantes Rezé MV               | 3:0 (25:20, 25:19, 27:25)               | Paris Volley                 | 4092   | Chizoba Neves Atu      |
| 2.03.2024                                                       | 19:00 | AS Illac VB                  | 3:2 (18:25, 18:25, 25:19, 25:19, 15:10) | Saint-Nazaire VBA            | 780    | Ibrahim Touré          |
| 2.03.2024                                                       | 19:00 | Plessis Robinson Volley Ball | 1:3 (25:19, 23:25, 22:25, 22:25)        | Nice VB                      | 804    | Wałerij Todua          |
| 2.03.2024                                                       | 19:00 | Tourcoing LM                 | 3:0 (31:29, 25:15, 25:17)               | Arago de Sète                | 1248   | Pablo Kukartsev        |
| 2.03.2024                                                       | 19:30 | Montpellier HSC VB           | 3:0 (25:18, 25:19, 25:21)               | Tours VB                     | 1503   | Raphaël Corre          |
| 2.03.2024                                                       | 19:30 | Narbonne Volley              | 2:3 (21:25, 25:23, 25:18, 27:29, 12:15) | Spacer’s de Toulouse         | 1795   | Maxime Hervoir         |
| 2.03.2024                                                       | 20:00 | Chaumont VB 52 Haute-Marne   | 3:0 (25:21, 25:21, 25:20)               | Alterna Stade Poitevin       | 1457   | Victor Cardoso         |
| 24. KOLEJKA                                                     |       |                              |                                         |                              |        |                        |
| 8.03.2024                                                       | 20:00 | Saint-Nazaire VBA            | 2:3 (22:25, 22:25, 25:15, 25:21, 12:15) | Tourcoing LM                 | 1246   | Pablo Kukartsev        |
| 9.03.2024                                                       | 18:00 | Spacer’s de Toulouse         | 3:0 (26:24, 25:19, 26:24)               | Plessis Robinson Volley Ball | 1511   | Florian Krage          |
| 9.03.2024                                                       | 18:00 | Paris Volley                 | 2:3 (20:25, 25:21, 24:26, 25:19, 14:16) | Chaumont VB 52 Haute-Marne   | 1347   | Joseph Worsley         |
| 9.03.2024                                                       | 19:00 | Nice VB                      | 3:0 (25:23, 25:19, 25:22)               | AS Illac VB                  | 819    | Mattéo Schalk          |
| 9.03.2024                                                       | 19:30 | Arago de Sète                | 3:1 (26:28, 29:27, 25:19, 25:22)        | Tours VB                     | 844    | Lisandro Zanotti       |
| 9.03.2024                                                       | 19:30 | Alterna Stade Poitevin       | 1:3 (20:25, 25:23, 16:25, 19:25)        | Nantes Rezé MV               | 1340   | Chizoba Neves Atu      |
| 9.03.2024                                                       | 19:30 | Narbonne Volley              | 1:3 (17:25, 24:26, 25:22, 18:25)        | Montpellier HSC VB           | 2206   | Danny Demyanenko       |
| 25. KOLEJKA                                                     |       |                              |                                         |                              |        |                        |
| 15.03.2024                                                      | 20:00 | Chaumont VB 52 Haute-Marne   | 3:0 (25:22, 25:23, 25:17)               | Montpellier HSC VB           | 1699   | Joseph Worsley         |
| 16.03.2024                                                      | 19:00 | Plessis Robinson Volley Ball | 3:0 (25:16, 25:19, 27:25)               | AS Illac VB                  | 827    | Samuel Jeanlys         |
| 16.03.2024                                                      | 19:00 | Tourcoing LM                 | 2:3 (38:40, 25:23, 25:18, 24:26, 13:15) | Spacer’s de Toulouse         | 1540   | Maximiliano Chirivino  |
| 16.03.2024                                                      | 19:00 | Nice VB                      | 2:3 (25:18, 15:25, 10:25, 25:18, 13:15) | Paris Volley                 | 787    | Kento Miyaura          |
| 16.03.2024                                                      | 19:30 | Narbonne Volley              | 3:0 (25:19, 25:23, 31:29)               | Alterna Stade Poitevin       | 3200   | Daniel Cagliari        |
| 16.03.2024                                                      | 20:00 | Nantes Rezé MV               | 3:1 (23:25, 25:16, 32:30, 25:16)        | Arago de Sète                | 3423   | Hugo de Leon           |
| 16.03.2024                                                      | 20:00 | Tours VB                     | 3:0 (25:21, 25:18, 25:18)               | Saint-Nazaire VBA            | 2844   | Željko Ćorić           |
| 26. KOLEJKA                                                     |       |                              |                                         |                              |        |                        |
| 23.03.2024                                                      | 20:00 | Paris Volley                 | 3:0 (26:24, 25:20, 25:14)               | Arago de Sète                | 1118   | Lukas Maase            |
| 23.03.2024                                                      | 20:00 | Alterna Stade Poitevin       | 3:1 (25:23, 24:26, 29:27, 25:23)        | Plessis Robinson Volley Ball | 1385   | Metin Toy              |
| 23.03.2024                                                      | 20:00 | Montpellier HSC VB           | 3:2 (23:25, 25:21, 25:20, 22:25, 17:15) | Nantes Rezé MV               | 1407   | Joris Seddik           |
| 23.03.2024                                                      | 20:00 | Spacer’s de Toulouse         | 3:1 (25:16, 20:25, 25:17, 25:23)        | Nice VB                      | 1780   | Alexandre Bouchez      |
| 23.03.2024                                                      | 20:00 | Tourcoing LM                 | 3:0 (25:17, 25:19, 25:22)               | Narbonne Volley              | 1523   | Gonzalo Quiroga        |
| 23.03.2024                                                      | 20:00 | AS Illac VB                  | 1:3 (23:25, 19:25, 28:26, 24:26)        | Tours VB                     | 2002   | Antoine Pothron        |
| 23.03.2024                                                      | 20:00 | Saint-Nazaire VBA            | 3:1 (25:16, 25:22, 19:25, 25:19)        | Chaumont VB 52 Haute-Marne   | 1387   | Liam Varier            |
| Wszystkie godziny według czasu lokalnego (UTC+1/UTC+2). Źródło: |       |                              |                                         |                              |        |                        |

### Tabela
| Lp.                                      | Drużyna                      | Pkt | Mecze | Mecze | Mecze | Rodzaj wyniku | Rodzaj wyniku | Rodzaj wyniku | Rodzaj wyniku | Rodzaj wyniku | Rodzaj wyniku | Sety | Sety | Sety  | Małe punkty | Małe punkty | Małe punkty |
| Lp.                                      | Drużyna                      | Pkt | M     | W     | P     | 3:0           | 3:1           | 3:2           | 2:3           | 1:3           | 0:3           | wyg. | prz. | stos. | zdob.       | str.        | stos.       |
| ---------------------------------------- | ---------------------------- | --- | ----- | ----- | ----- | ------------- | ------------- | ------------- | ------------- | ------------- | ------------- | ---- | ---- | ----- | ----------- | ----------- | ----------- |
| 1                                        | Chaumont VB 52 Haute-Marne   | 60  | 26    | 20    | 6     | 12            | 4             | 4             | 4             | 1             | 1             | 69   | 30   | 2.3   | 2299        | 2077        | 1.11        |
| 2                                        | Nantes Rezé MV               | 55  | 26    | 20    | 6     | 6             | 7             | 7             | 2             | 2             | 2             | 66   | 39   | 1.69  | 2436        | 2253        | 1.08        |
| 3                                        | Tourcoing LM                 | 51  | 26    | 18    | 8     | 8             | 5             | 5             | 2             | 3             | 3             | 61   | 39   | 1.56  | 2305        | 2194        | 1.05        |
| 4                                        | Tours VB                     | 51  | 26    | 17    | 9     | 10            | 4             | 3             | 3             | 3             | 3             | 60   | 37   | 1.62  | 2256        | 2117        | 1.07        |
| 5                                        | Montpellier HSC VB           | 49  | 26    | 17    | 9     | 8             | 6             | 3             | 1             | 5             | 3             | 58   | 39   | 1.49  | 2253        | 2161        | 1.04        |
| 6                                        | Spacer’s de Toulouse         | 48  | 26    | 16    | 10    | 5             | 8             | 3             | 3             | 4             | 3             | 58   | 44   | 1.32  | 2389        | 2306        | 1.04        |
| 7                                        | Saint-Nazaire VBA            | 46  | 26    | 12    | 14    | 6             | 6             | 0             | 10            | 0             | 4             | 56   | 48   | 1.17  | 2277        | 2195        | 1.04        |
| 8                                        | Paris Volley                 | 42  | 26    | 15    | 11    | 7             | 3             | 5             | 2             | 4             | 5             | 53   | 46   | 1.15  | 2208        | 2143        | 1.03        |
| 9                                        | Plessis Robinson Volley Ball | 33  | 26    | 11    | 15    | 3             | 5             | 3             | 3             | 5             | 7             | 44   | 56   | 0.79  | 2232        | 2255        | 0.99        |
| 10                                       | Arago de Sète                | 32  | 26    | 10    | 16    | 4             | 4             | 2             | 4             | 6             | 6             | 44   | 56   | 0.79  | 2227        | 2304        | 0.97        |
| 11                                       | Alterna Stade Poitevin       | 30  | 26    | 11    | 15    | 3             | 4             | 4             | 1             | 6             | 8             | 41   | 57   | 0.72  | 2173        | 2264        | 0.96        |
| 12                                       | Nice VB                      | 22  | 26    | 7     | 19    | 2             | 2             | 3             | 4             | 6             | 9             | 35   | 65   | 0.54  | 2111        | 2321        | 0.91        |
| 13                                       | Narbonne Volley              | 16  | 26    | 4     | 22    | 2             | 2             | 0             | 4             | 7             | 11            | 27   | 68   | 0.4   | 1975        | 2275        | 0.87        |
| 14                                       | AS Illac VB                  | 11  | 26    | 4     | 22    | 1             | 0             | 3             | 2             | 8             | 12            | 24   | 72   | 0.33  | 2018        | 2294        | 0.88        |
| Legenda: faza play-off spadek do Ligue B |                              |     |       |       |       |               |               |               |               |               |               |      |      |       |             |             |             |

Źródło: 
Punktacja: 3:0 i 3:1 – 3 pkt; 3:2 – 2 pkt; 2:3 – 1 pkt; 1:3 i 0:3 – 0 pkt
Zasady ustalania kolejności: 1. liczba punktów; 2. mniejsza liczba dyscyplinarnie odjętych punktów; 3. liczba zwycięstw; 4. stosunek setów; 5. stosunek małych punktów; 6. bilans w bezpośrednich meczach

## Faza play-off
Wszystkie godziny według czasu lokalnego (UTC+1/UTC+2).

### Drabinka
|  |              |                            |              |                   |              |              |              |   |                            |           |           |           |           |           |  |  |        |        |        |        |        |
|  | Ćwierćfinały | Ćwierćfinały               | Ćwierćfinały | Ćwierćfinały      | Ćwierćfinały | Ćwierćfinały | Ćwierćfinały |   |                            | Półfinały | Półfinały | Półfinały | Półfinały | Półfinały |  |  | Finały | Finały | Finały | Finały | Finały |
|  | Ćwierćfinały | Ćwierćfinały               | Ćwierćfinały | Ćwierćfinały      | Ćwierćfinały | Ćwierćfinały | Ćwierćfinały |   |                            | Półfinały | Półfinały | Półfinały | Półfinały | Półfinały |  |  | Finały | Finały | Finały | Finały | Finały |
|  |              |                            |              |                   |              |              |              |   |                            |           |           |           |           |           |  |  |        |        |        |        |        |
|  |              |                            |              |                   |              |              |              |   |                            |           |           |           |           |           |  |  |        |        |        |        |        |
|  | 1            | Chaumont VB 52 Haute-Marne | 3            | 3                 | 3            |              |              |   |                            |           |           |           |           |           |  |  |        |        |        |        |        |
|  | 1            | Chaumont VB 52 Haute-Marne | 3            | 3                 | 3            |              |              |   |                            |           |           |           |           |           |  |  |        |        |        |        |        |
|  | 8            | Paris Volley               | 1            | 1                 | 0            |              |              |   |                            |           |           |           |           |           |  |  |        |        |        |        |        |
|  | 8            | Paris Volley               | 1            | 1                 | 0            |              |              | 1 | Chaumont VB 52 Haute-Marne | 2         | 1         |           |           |           |  |  |        |        |        |        |        |
|  |              |                            |              |                   |              |              |              | 1 | Chaumont VB 52 Haute-Marne | 2         | 1         |           |           |           |  |  |        |        |        |        |        |
|  |              |                            | 4            | Tours VB          | 3            | 3            |              |   |                            |           |           |           |           |           |  |  |        |        |        |        |        |
|  | 4            | Tours VB                   | 4            | Tours VB          | 3            | 3            | 3            | 3 | 3                          |           |           |           |           |           |  |  |        |        |        |        |        |
|  | 4            | Tours VB                   |              |                   |              |              |              |   |                            |           |           |           |           |           |  |  |        |        |        |        |        |
|  | 5            | Montpellier HSC VB         | 2            | 1                 | 2            |              |              |   |                            |           |           |           |           |           |  |  |        |        |        |        |        |
|  | 5            | Montpellier HSC VB         | 2            | 1                 | 2            |              |              | 4 | Tours VB                   | 1         | 3         | [1] (12)  |           |           |  |  |        |        |        |        |        |
|  |              |                            |              |                   |              |              |              |   |                            |           |           |           |           |           |  |  |        |        |        |        |        |
|  |              |                            | 7            | Saint-Nazaire VBA | 3            | 2            | [1] (15)     |   |                            |           |           |           |           |           |  |  |        |        |        |        |        |
|  | 2            | Nantes Rezé MV             | 7            | Saint-Nazaire VBA | 3            | 2            | [1] (15)     | 1 | 0                          | 2         |           |           |           |           |  |  |        |        |        |        |        |
|  | 2            | Nantes Rezé MV             |              |                   |              |              |              |   |                            | 2         |           |           |           |           |  |  |        |        |        |        |        |
|  | 7            | Saint-Nazaire VBA          | 3            | 3                 | 3            |              |              |   |                            |           |           |           |           |           |  |  |        |        |        |        |        |
|  | 7            | Saint-Nazaire VBA          | 3            | 3                 | 3            |              |              | 7 | Saint-Nazaire VBA          | 3         | 1         | 3         |           |           |  |  |        |        |        |        |        |
|  |              |                            |              |                   |              |              |              | 7 | Saint-Nazaire VBA          | 3         | 1         | 3         |           |           |  |  |        |        |        |        |        |
|  |              |                            | 3            | Tourcoing LM      | 1            | 3            | 1            |   |                            |           |           |           |           |           |  |  |        |        |        |        |        |
|  | 3            | Tourcoing LM               | 3            | Tourcoing LM      | 1            | 3            | 1            | 3 | 3                          | 0         | 2         | 3         |           |           |  |  |        |        |        |        |        |
|  | 3            | Tourcoing LM               |              |                   |              |              |              |   |                            | 0         | 2         | 3         |           |           |  |  |        |        |        |        |        |
|  | 6            | Spacer’s de Toulouse       | 1            | 1                 | 3            | 3            | 1            |   |                            |           |           |           |           |           |  |  |        |        |        |        |        |
|  | 6            | Spacer’s de Toulouse       | 1            | 1                 | 3            | 3            | 1            |   |                            |           |           |           |           |           |  |  |        |        |        |        |        |

Uwaga: W nawiasach kwadratowych podana jest liczba zwycięstw, natomiast w nawiasach okrągłych wynik złotego seta.

### Ćwierćfinały
Format: do trzech zwycięstw
| Data                           | Godz.                          | Gospodarz                      | Rezultat                                | Gość                       | Widzów                   | MVP                      |
| ------------------------------ | ------------------------------ | ------------------------------ | --------------------------------------- | -------------------------- | ------------------------ | ------------------------ |
| Chaumont VB 52 Haute-Marne (1) | Chaumont VB 52 Haute-Marne (1) | Chaumont VB 52 Haute-Marne (1) | 3 – 0                                   | (8) Paris Volley           | (8) Paris Volley         | (8) Paris Volley         |
| 26.03.2024                     | 20:00                          | Chaumont VB 52 Haute-Marne     | 3:1 (29:27, 21:25, 25:20, 25:20)        | Paris Volley               | 1317                     | Victor Cardoso           |
| 26.03.2024                     | 20:00                          | Chaumont VB 52 Haute-Marne     | 3:1 (25:21, 25:20, 18:25, 29:27)        | Paris Volley               | 1710                     | Daniel McDonnell         |
| 6.04.2024                      | 18:00                          | Paris Volley                   | 0:3 (20:25, 23:25, 18:25)               | Chaumont VB 52 Haute-Marne | 1123                     | Joseph Worsley           |
| Tours VB (4)                   | Tours VB (4)                   | Tours VB (4)                   | 3 – 0                                   | (5) Montpellier HSC VB     | (5) Montpellier HSC VB   | (5) Montpellier HSC VB   |
| 26.03.2024                     | 20:00                          | Tours VB                       | 3:2 (27:29, 25:20, 25:21, 20:25, 15:10) | Montpellier HSC VB         | 1834                     | Märt Tammearu            |
| 3.04.2024                      | 20:00                          | Tours VB                       | 3:1 (25:22, 25:21, 23:25, 25:23)        | Montpellier HSC VB         | 2734                     | Aboubacar Dramé Neto     |
| 6.04.2024                      | 20:00                          | Montpellier HSC VB             | 2:3 (26:24, 14:25, 25:23, 15:25, 14:16) | Tours VB                   | 1371                     | Aboubacar Dramé Neto     |
| Nantes Rezé MV (2)             | Nantes Rezé MV (2)             | Nantes Rezé MV (2)             | 0 – 3                                   | (7) Saint-Nazaire VBA      | (7) Saint-Nazaire VBA    | (7) Saint-Nazaire VBA    |
| 26.03.2024                     | 20:00                          | Nantes Rezé MV                 | 1:3 (21:25, 22:25, 25:21, 27:29)        | Saint-Nazaire VBA          | 2040                     | Ludovic Duée             |
| 3.04.2024                      | 20:00                          | Nantes Rezé MV                 | 0:3 (22:25, 21:25, 23:25)               | Saint-Nazaire VBA          | 3007                     | Titouan Hallé            |
| 6.04.2024                      | 20:00                          | Saint-Nazaire VBA              | 3:2 (21:25, 25:22, 25:20, 23:25, 15:9)  | Nantes Rezé MV             | 1408                     | Quinn Isaacson           |
| Tourcoing LM (3)               | Tourcoing LM (3)               | Tourcoing LM (3)               | 3 – 2                                   | (6) Spacer’s de Toulouse   | (6) Spacer’s de Toulouse | (6) Spacer’s de Toulouse |
| 26.03.2024                     | 20:00                          | Tourcoing LM                   | 3:1 (26:24, 25:22, 20:25, 25:16)        | Spacer’s de Toulouse       | 759                      | Pablo Kukartsev          |
| 3.04.2024                      | 19:00                          | Tourcoing LM                   | 3:1 (25:22, 25:22, 20:25, 25:22)        | Spacer’s de Toulouse       | 1062                     | Giovanni Maria Gargiulo  |
| 6.04.2024                      | 18:00                          | Spacer’s de Toulouse           | 3:0 (26:24, 25:20, 25:18)               | Tourcoing LM               | 1552                     | Julien Winkelmuller      |
| 8.04.2024                      | 20:00                          | Spacer’s de Toulouse           | 3:2 (24:26, 25:19, 25:22, 23:25, 15:12) | Tourcoing LM               | 1437                     | Julien Winkelmuller      |
| 11.04.2024                     | 20:00                          | Tourcoing LM                   | 3:1 (25:18, 25:23, 23:25, 25:14)        | Spacer’s de Toulouse       | 1111                     | Gonzalo Quiroga          |

Źródło: 

### Półfinały
Format: do dwóch zwycięstw
| Data                           | Godz.                          | Gospodarz                      | Rezultat                                | Gość                       | Widzów                | MVP                   |
| ------------------------------ | ------------------------------ | ------------------------------ | --------------------------------------- | -------------------------- | --------------------- | --------------------- |
| Chaumont VB 52 Haute-Marne (1) | Chaumont VB 52 Haute-Marne (1) | Chaumont VB 52 Haute-Marne (1) | 0 – 2                                   | (4) Tours VB               | (4) Tours VB          | (4) Tours VB          |
| 14.04.2024                     | 16:00                          | Chaumont VB 52 Haute-Marne     | 2:3 (21:25, 25:19, 25:20, 22:25, 12:15) | Tours VB                   | 1805                  | Aboubacar Dramé Neto  |
| 17.04.2024                     | 20:00                          | Tours VB                       | 3:1 (23:25, 27:25, 26:24, 25:18)        | Chaumont VB 52 Haute-Marne | 3152                  | Michaël Parkinson     |
| Tourcoing LM (3)               | Tourcoing LM (3)               | Tourcoing LM (3)               | 1 – 2                                   | (7) Saint-Nazaire VBA      | (7) Saint-Nazaire VBA | (7) Saint-Nazaire VBA |
| 14.04.2024                     | 16:00                          | Tourcoing LM                   | 1:3 (25:22, 26:28, 14:25, 22:25)        | Saint-Nazaire VBA          | 1515                  | Titouan Hallé         |
| 17.04.2024                     | 20:00                          | Saint-Nazaire VBA              | 1:3 (25:20, 19:25, 21:25, 18:25)        | Tourcoing LM               | 1530                  | Pablo Kukartsev       |
| 20.04.2024                     | 17:00                          | Tourcoing LM                   | 1:3 (25:22, 20:25, 19:25, 20:25)        | Saint-Nazaire VBA          | 1828                  | Kyle Ensing           |

Źródło: 

### Finały
Format: dwumecz z ewentualnym złotym setem
| Data         | Godz.        | Gospodarz         | Rezultat                                | Gość                  | Widzów                | MVP                   |
| ------------ | ------------ | ----------------- | --------------------------------------- | --------------------- | --------------------- | --------------------- |
| Tours VB (4) | Tours VB (4) | Tours VB (4)      | 1 – 1                                   | (7) Saint-Nazaire VBA | (7) Saint-Nazaire VBA | (7) Saint-Nazaire VBA |
| 24.04.2024   | 20:00        | Saint-Nazaire VBA | 3:1 (25:17, 21:25, 25:17, 25:17)        | Tours VB              | 1548                  | Jordan Ewert          |
| 28.04.2024   | 19:00        | Tours VB          | 3:2 (21:25, 25:18, 29:27, 21:25, 17:15) | Saint-Nazaire VBA     | 3027                  | Jordan Ewert          |
| —            | —            | Tours VB          | złoty set: 12:15                        | Saint-Nazaire VBA     | —                     | —                     |

Źródło: 

## Klasyfikacja końcowa
| Lp. | Drużyna                      |
| --- | ---------------------------- |
| 1.  | Saint-Nazaire VBA            |
| 2.  | Chaumont VB 52 Haute-Marne   |
| 3.  | Nantes Rezé MV               |
| 4.  | Tourcoing LM                 |
| 5.  | Tours VB                     |
| 6.  | Montpellier HSC VB           |
| 7.  | Spacer’s de Toulouse         |
| 8.  | Paris Volley                 |
| 9.  | Plessis Robinson Volley Ball |
| 10. | Arago de Sète                |
| 11. | Alterna Stade Poitevin       |
| 12. | Nice VB                      |
| 13. | Narbonne Volley              |
| 14. | AS Illac VB                  |

| Europejski puchar | Drużyna                    |
| ----------------- | -------------------------- |
| Liga Mistrzów     | Saint-Nazaire VBA          |
| Puchar CEV        | Chaumont VB 52 Haute-Marne |
| Puchar CEV        | Nantes Rezé MV             |
| Puchar Challenge  | Tours VB                   |
| Puchar Challenge  | Tourcoing LM               |

## Nagrody indywidualne
Nagrody indywidualne dla najlepszych zawodników i trenera przyznane zostały po zakończeniu fazy zasadniczej.
| Nagroda                  | Zawodnik          | Klub                       |
| ------------------------ | ----------------- | -------------------------- |
| Najlepszy zawodnik (MVP) | Chizoba Neves Atu | Nantes Rezé MV             |
| Najlepszy rozgrywający   | Joseph Worsley    | Chaumont VB 52 Haute-Marne |
| Najlepszy atakujący      | Chizoba Neves Atu | Nantes Rezé MV             |
| Najlepsi przyjmujący     | Victor Cardoso    | Chaumont VB 52 Haute-Marne |
| Najlepsi przyjmujący     | Tomás López       | Nantes Rezé MV             |
| Najlepsi środkowi        | Nicolas Le Goff   | Montpellier HSC VB         |
| Najlepsi środkowi        | Michaël Parkinson | Tours VB                   |
| Najlepszy libero         | Franco Massimino  | Nantes Rezé MV             |
| Najlepszy młodzieżowiec  | Mathis Henno      | Nantes Rezé MV             |
| Najlepszy trener         | Dorian Rougeyron  | Tourcoing LM               |